# Ciupercenii Noi
Ciupercenii Noi es una comuna ubicada en el distrito de Dolj, Rumania.

## Superficie
Posee una superficie de 109,5 kilómetros cuadrados.

## Demografía
Hasta 2021 la población era de 5003 habitantes, con una densidad de población de 45,68 habitantes por kilómetro cuadrado.